# Toskābon
Toskābon (persiska: تسكابن) är en ort i Iran.   Den ligger i provinsen Mazandaran, i den norra delen av landet, 110 km nordost om huvudstaden Teheran. Toskābon ligger 148 meter över havet och antalet invånare är 580.
Terrängen runt Toskābon är platt åt nordost, men åt sydväst är den kuperad. Terrängen runt Toskābon sluttar norrut. Runt Toskābon är det ganska tätbefolkat, med 149 invånare per kvadratkilometer. Närmaste större samhälle är Āmol, 5,8 km norr om Toskābon. I omgivningarna runt Toskābon växer i huvudsak blandskog.